# 美國對澳門的制裁
美國對澳門的制裁（英語：United States sanctions against Macau）是美國聯邦政府對澳門特別行政區的政府、企業、機構和個人的一系列單邊制裁。

## 背景
美國政府於1999年澳門主權過渡前及以後，仍然與澳門政府合作，在澳門自治領域各個方面拓展官方聯繫。同時美國政府希望在貿易、航空、環保、禁毒、解决非法轉運和保護知識產權等多方面加强與澳門的聯繫。2000年12月27日美國國會通過《美國—澳門政策法2000》法案，如同1992年的《美國－香港政策法》的取態，承認澳門特別行政區在美國國內法中佔有特殊地位。當中確認澳門在「一國兩制」下，商業、社會、文化、法律、經濟等自治，並明示關注澳門的民主發展和人權保障。不過，法案規定在出口管制法規中有關敏感技術部分，對中國和澳門同樣有效，即將澳門等同於中國受到限制。

## 制裁事件

### 滙業銀行涉及與北韓的非法活動
《亞洲華爾街日報》在2005年9月8日報道，美國當局正深入調查中國銀行、澳門滙業銀行和誠興銀行，懷疑它們與朝鮮非法籌措資金發展核子計劃有關。澳門金融管理局同日亦回應，表示沒有收到美國當局的調查消息，也沒有發現本澳的金融機構有違反國際反洗錢組織的有關指引。在北京，中國銀行新聞發言人王兆文表示，中銀一貫關注反洗黑錢活動，致力依法經營，嚴格遵循監管機構的法規及條例，未有聽聞集團被美國政府調查。中銀澳門則回覆記者，對此事沒有回應。中銀香港發言人表示，中銀香港並無接受調查，亦從未聽聞有關報道。誠興銀行、滙業集團均否認受到美國當局的調查，並已向澳門金管局匯報有關情況。報道中表示，美國方面正採取行動，希望關閉朝鮮製造毒品、假美鈔及假煙的公司。在調查過程中，上述銀行成為美方的調查目標。當中滙業銀行就被指與澳門一家由朝鮮人經營的貿易公司一直有聯繫，該貿易公司上世紀九十年代中期曾傳出行使偽鈔。美國當局因此相信三家銀行都與來自朝鮮的偽鈔有關，稱如果調查屬實，這些銀行將面對美國方面的強硬制裁。
美國財政部新聞網在澳門時間16日凌晨發出消息，表示根據美國2001年通過的愛國法，點名關注滙業銀行的「洗黑錢活動」。並指該銀行是洗黑錢和金融犯罪的高危機構。該銀行曾經自願充當北韓政府的工具，透過澳門從事金融貪污活動。美國指澳門政府在防止洗黑錢方面需要重大的改進。根據美國愛國法賦予的權力，美國當局正著手保護美國的金融機構而向全球發出警告，要提防滙業銀行有涉及金融違規行為的威脅。澳門特區政府在凌晨2時就美國財政部的有關行動發表有關聲明，金融管理局並對該銀行成立專責小組進行深入調查。
自美國財政部指澳門滙業銀行涉嫌為朝鮮洗黑錢，以及處理偽鈔、私煙和販毒的非法活動，建議美國金融體系停止同滙業銀行往來，又要求澳門顯著加強反洗黑錢的監控工作。事件仍在徹查階段，16日上午已陸續見有存戶到銀行提款及取消戶口，這種羊群心理在午後更有擴散趨勢，在同一時段存戶持存款憑據，爭相要求銀行兌付現鈔。美國財政部未有提及早前被《亞洲華爾街日報》指與朝鮮可能有聯繫的誠興銀行及中國銀行，兩家銀行運作仍然正常，沒有出現任何特別的情況。。
滙業銀行就16日下午舉行緊急記者招待會，強調該行有足够資金應付存戶所需，全日共處理存戶金額四千多萬港元和澳門元。為了應付更多存戶的需要，該行已從澳門、香港的銀行調動資金。至於大額提款，則會以本票形式支付，強調不設上限。香港金融管理局宣佈，根據《銀行業條例》暫時委任畢馬威會計師事務所為經理人，管理滙業信貸有限公司的事務，並即時生效。滙業銀行在記者會上承認與朝鮮銀行、貿易機構商業往來的關係已逾三十年，但對美國財政部指該行是「主要的洗錢公司」的機構感到驚訝。該行自1970年代開始，一直與朝鮮銀行、貿易公司維持純粹的商業往來，從沒向朝鮮的銀行、貿易機構提供信用藉貸，亦否認洗黑錢。現時朝鮮業務佔該行業務百分之二至三，但事件發生後，該行會暫停與朝鮮方面的業務往來。正在杜拜公幹的滙業財經集團主席區宗傑17日趕抵香港，並會即日回到澳門。滙業銀行過去兩天總共被存戶提取約三億元現金及本票(現金少於一億,其餘為本票),佔總存款額約十分之一。
鑒於過去兩日來滙業銀行有限公司的客戶提款出現嚴重不正常情況，為維護特區金融體系的穩定，根據現行《金融體系法律制度》的有關規定，澳門政府委任大西洋銀行股份有限公司蘇鈺龍和澳門金融管理局李展程為代表參與滙業銀行有限公司的管理。
澳門政府就10月28日到立法會引介《預防及遏止清洗黑錢犯罪》和《預防及遏止恐怖主義犯罪》兩項備受關注的法案，並付諸一般性審議及表決。負責引介法案的行政法務司司長陳麗敏強調反洗黑錢法籌備多年，立法背景是澳門要履行所承諾的國際義務及國際公約適用於本澳的有關規定，以完善澳門打擊洗黑錢犯罪的法制，不存在『受壓』因素。
2006年1月12日香港《蘋果日報》引述韓國《朝鮮日報》引述首爾外交界消息稱，美國指控朝鮮利用澳門的銀行洗黑錢，經中國政府個多月來調查，已確認部分事實。並稱「中方正以此次調查結果為基礎，說服朝鮮有必要採取適當的後續措施」。外交部駐澳特派員公署新聞發言人罕有地發表談話，表示有關媒體所謂「中國政府已經確認朝鮮涉嫌利用澳門銀行非法洗錢的部分事實」的報道不符合事實，外交部官員從未作過相關表示。
專責恐怖主義融資及金融犯罪事務的美國財政部副助理部長丹尼爾·格拉澤(Daniel Glaser)，1月19日率領美國財政部代表團訪澳。先後與特首何厚鏵等一眾官員會晤。格拉澤在下午離開金管局時拒絕向記者透露會晤內容。政府新聞局傍晚發表的新聞稿則表示，雙方曾談及澳門的反洗黑錢立法。有消息指出，美國財政部代表團此行原訂先往韓國再轉道澳門，其後改變行程，先到北京，再經香港轉至澳門。結束澳門行程後，代表團一行將在21日訪問首爾。美國駐港總領事館在1月20日發出新聞稿表示，丹尼爾就澳門已開始進行加強反洗黑錢及恐怖主義融資活動的監控，並對博彩業進行立法，提出首要就反洗黑錢及恐怖主義融資活動立法。韓國《朝鮮日報》在1月24日引述韓國官員表示，格拉澤訪韓期間談到澳門問題，並引述美方表示，儘管澳門當局要求美國解除對滙業銀行的「涉嫌洗黑錢的金融機關」的指控，但美方無接受，理由是澳門金融體系防範非法行為的機制仍然脆弱。
日本《每日新聞》的2月2日報道，日本一家大型銀行主動中斷了與滙業銀行的交易，因滙業銀行被美國政府指為朝鮮洗黑錢。這是至今為止，首間境外銀行公開宣佈與滙業銀行中斷交易。滙業銀行在2005年被澳門政府接管後，未公開中斷交易的銀行名單。此次中斷交易的措施是日本金融機構配合美國對朝鮮的金融制裁。其後據「中央社」首爾2月3日專電，韓國外換銀行早於2月1日宣佈,全面中斷與滙業的金融往來,理由是與有洗黑錢嫌疑的銀行交易，可能會招致美國財政部的連帶制裁。韓國另一間專門和漁民從事交易往來的水產品協會銀行也宣佈斷絕與滙業的往來。
海陸國際律師事務所代表滙業銀行於2月16日發出聲明，表示其在將來不會重新開始與北韓人或相關個體的關係。因著這些發展，銀行已要求金融犯罪執行網路撤回其擬作出裁決的通知。該銀行建議，其情況與烏克蘭的情況相似——在烏克蘭修改其反清洗黑錢及有關法律作為回應金融犯罪執行網路的關注的步驟後，金融犯罪執行網路撤回其擬作出裁決的通知。
滙業銀行由政府派出的行政委員會接管。4月6日特區公報刊登消息，政府接管滙業銀行的期限將延長半年，至今年九月底，並繼續由原來的三名成員擔任行政委員會成員。9月27日特區公報刊登消息，接管期限再次延長半年，至明年三月底，同樣繼續由原來的三名成員擔任行政委員會成員。根據《金融體系法律制度》，政府委派接管金融機構的期限為六個月，可根據需要延長一次或多次，最長為兩年(即可提出三次延續)。
在朝鮮無條件重返六方會談之際，據韓國聯合通訊社報道，朝鮮在滙業銀行開立的40個賬戶被凍結，涉及資金2400百萬美元。美國財政部考慮在六方會談召開前，先結束調查朝鮮在澳門的資金，並先行解凍2400萬美元中合法部分的1200萬美元。該消息說，財政部對朝鮮在海外的資金已做好『合法』與『非法』的區分。不過在11月21日外交部、澳門金管局均否認，指未收到滙業銀行解凍戶口的通知。。
格拉澤率領的美國財政部代表團2007年2月26日再次訪澳，先後往訪金管局及與特首何厚鏵會晤，通報對滙業銀行朝鮮賬戶的調查進展。美聯社引述美國駐港澳領事館發言人達勒·克賴捨(DaleKreisher)稱，格拉澤向澳門相關部門表明，美國財政部已準備好解凍滙業銀行朝鮮賬戶。此前在北京舉行的第五輪六方會談第三階段會議上，美方已承諾在30天內解決朝鮮在滙業銀行被凍結的賬戶。
早前美國官員來澳後，外界一度樂觀認為事件已平息。但基於朝鮮方面主動証實了一些資金往來的情況，幫助美國財政部証明了滙業銀行一些非法資金往來。格拉澤訪澳後亦曾表示，在調查當中，當局參閱過三十萬份文件，確信滙業涉及洗黑錢。故按照法律程序，美國財政部會宣佈將滙業銀行從「高度關注洗黑錢銀行」擢升一級為「判定洗黑錢銀行」，以此結束美國財政部範疇的法律程序。其後，美國財政部會將對滙業銀行的指控移交美國司法部，由司法部對滙業銀行的主要董事提出起訴。

#### 美國正式制裁與資金轉移的技術問題
美國財政部就滙業銀行採取行動，3月15日凌晨在美國宣佈，根據愛國者法案311條例作最後判決，30日內切斷滙業銀行同美國財政體系的聯繫，屆時所有美國金融機構不得保留與滙業銀行的代理賬戶，因已證實滙業銀行為朝鮮洗黑錢。並表示着手解凍滙業銀行的朝鮮戶口資金，最高解凍金額至2500萬美元，並會在今周內將裁決交澳門金管局。澳門政府凌晨2時發出新聞稿，對於美國財政部這一決定，該局深表遺憾，並會繼續接管銀行。同日下午中國外交部發言人秦剛回應問題時重申，處理滙業銀行問題應着眼於兩點，一是應有利於推動六方會談進程，二是應有利於維護澳門特區的金融和社會穩定。中方有這兩方面的關切，兩方面的關切都應得到充分考慮和妥善處理。中方「深表遺憾」，是因為這兩方面的關切「不能只得到部分滿足」。
至於美國財政部表示着手解決滙業銀行的朝鮮戶口資金，並會在一星期內交由澳門金管局裁決。金管局主席丁連星表示，待美方提交有關資料後，會盡快處理資金解凍。由於解凍資金的數額一直有兩個版本，美方一直聲稱解凍800萬至1200萬美元，但朝鮮官員近日則多番強調是2500萬美元。丁連星回應指出，現時掌握的訊息是，朝鮮與美方已達成共識，但有關解凍資金的時間表、部分抑或全面解凍，須待美方提供資料後始行評估。
滙業財經集團主席區宗傑16日首次開腔，先對美國財政部的裁決感到遺憾，否認滙業銀行知道或懷疑其客戶洗黑錢，強調滙業銀行會就此裁決上訴。對於美方先後表示，一旦滙業所有權轉移給負責任的專業團隊，美國會重新檢討甚至視乎情況廢除有關制裁。區宗傑聲言，不會放棄家族財產,並稱在美方公佈裁定的前兩日，特區政府已決定在三月底把管理權交還銀行管理層。
美國財政部助理副部長格拉澤與美國駐港澳總領事郭明瀚陪同下，在17日上午11時許經港澳碼頭抵達澳門，隨即往禮賓府與行政長官何厚鏵會面。在會見中，雙方就滙業銀行事件的最新發展交換了意見，特區政府對於美國財政部關於滙業銀行的決定再次表示遺憾及關注。雙方同意就有關北韓帳戶的處理繼續加強磋商與合作，以使事件儘快得以妥善解決。之後，代表團一行拜訪了金融管理局，並向金融管理局提供了有關帳戶的調查資料。同日下午格拉澤一行到香港後隨即舉行新聞發佈會，就有關解凍朝鮮在滙業帳戶問題表示，解凍朝鮮戶口由澳門特區政府決定。並強調今次行動不是針對澳門特區政府，只是針對滙業銀行。
在解凍滙業朝鮮資金問題上，19日美方是在北京舉行記者會，美國政府和朝鮮政府已就凍結滙業銀行朝鮮資金問題達成共識，全額解凍滙業銀行朝鮮戶口的2500萬美元資金。條件是這筆資金只用於改善人民生活，包括用於其人道主義和教育方面的支出，朝鮮在六方會談框架內作出有關保証。一改之前聲稱決定權在澳門方面的口風。至於對滙業銀行的金融制裁，美方維持原判。
特區公報21日刊登批示，由政府委派的行政管理委員會延長接管滙業銀行，由29日起續期半年。政府接管滙業已一年半時間，兩次延長接管期。換言之，至今年9月底接管期屆滿後，政府不能再提出延長。
進入朝核問題的第六輪六方會談因朝鮮被凍結資金問題暫時陷入停滯，朝鮮指除非已確定凍結資金已轉移到位於中國的戶口，否則堅拒參加會談。由於銀行的資金確實解凍時間，還得視乎朝鮮與澳門方面會談而定，就此朝鮮拒絕參與第二天的六方會談。
糾纏多時的滙業銀行與朝鮮資金轉移問題上，終得以解決。澳門金管局4月10日表示，滙業朝鮮2500萬美元資金，可在52個帳戶持有人或經帳戶持有人授權，以合法簽名隨時提取、匯出。意味着滙業銀行所有涉朝資金會按照客戶指示，全面放行。美國財政部此前發表聲明，對澳門政府的決定表示支持。
滙業銀行的朝鮮戶口上4月27日正式作出匯款指示，要求轉移部分款項，提供的匯款途徑是取道俄羅斯和意大利的金融機構。5月3日，朝鮮五十二個賬戶匯總於一個名為'朝鮮貿易銀行賬戶，2500萬美元中的一半資金，兵分兩路，分別以美元匯到俄羅斯及用歐元匯到意大利的金融機構。不過，朝鮮資金匯出後第二日有關轉賬程序已遇不明障礙，未能順利前進。拖拉了近兩個月的滙業朝鮮資金轉移終於取得突破。俄羅斯副外長洛修科夫在6月5日表示，俄方有意幫助解決滙業朝鮮資金轉移問題，前提條件是美方需要提供書面保証，確保今後不會制裁參與此事的俄羅斯金融機構。俄方目前考慮可將滙業朝資轉存到開設有朝方帳戶的俄羅斯銀行。美國最大銀行之一美聯銀行應美國政府之請考慮充當澳門滙業銀行朝鮮資金的中轉站，為朝鮮轉移其在滙業銀行的資金。
在6月11日有美俄兩國的中央銀行和官方金融機構參與後，經濟財政司司長譚伯源証實，存入滙業銀行的朝鮮資金已按賬戶持有人的指示，在6月14日下午全部電匯出去，涉資逾2000萬美元。為何不話實2500萬美元？司長稱作為金融監管部門，不便向外界披露詳細訊息，只能証實是次匯出的款項，是由數十個朝鮮賬戶匯總於一個賬戶，由此賬戶把朝資匯出。滙業銀行的朝鮮資金先匯往紐約聯儲局，由紐約聯儲局匯往俄羅斯中央銀行，然後再由中央銀行轉入俄羅斯的遠東商業銀行，最終匯入該行的朝鮮賬戶。俄羅斯外交部說，一家俄國銀行已收到滙業匯出的2500萬美元朝鮮資金。這筆匯款本月14日從澳門匯出，取道美國，最終進入遠東地區的遠東商業銀行。
金管局在9月28日公佈，正式撤銷對滙業銀行的特別幹預措施，就銀行的管理權交回原股東。區宗傑表示近一年來銀行受到不公平對待，如不能以港元及美元結算。本澳很多交易均以港元結算，令銀行流失大量客戶，經營遇到很大困難。且面對人源流失，銀行人手減少了四成。從2005年9月發生滙業事件前，集團在港澳兩地人員有四百多，現只有二百五十人左右。
香港金管局2008年10月24日行使《銀行業條例》權力，撤銷香港滙業信貸公司經理人的委任及接受存款公司認可資格。香港滙業信貸可向香港行政長官及行政會上訴，期間滙業信貸仍是獲認可的接受存款公司，但會受到若幹限制，包括禁止接受任何存款等。澳門金管局同日發出新聞稿指香港有關措施是按法律規定作出，僅適用於香港設立的滙業信貸公司。作為滙業信貸公司母公司的澳門滙業銀行，其澳門業務經營不受影響。司長譚伯源強調滙業銀行一切正常，屬「包底」對象銀行，故當局無考慮接手滙業管理。

#### 制裁撤銷
美國財政部金融犯罪防制署在8月11日宣佈，撤銷對澳門滙業銀行制裁。區宗傑表示，收到美國政府正式通知，在無需進一步訴訟、無任何一方需承認任何責任的情況下，正式解除自2005年起對滙業銀行的制裁。

### 針對尹國駒及相關公司進行制裁
美國財政部2020年12月10日宣布，根據《全球馬格尼茨基人權問責法》制裁人稱「崩牙駒」的澳門江湖人物尹國駒，以及三間與他有聯繫的公司，包括東美投資集團有限公司、帕勞中國鴻門文化協會和世界洪門歷史文化協會。美國財政部在聲明中指，尹國駒是三合會組織「14K」頭目，從事販毒、非法賭博、詐騙、人口販運等一系列不法活動，又指尹國駒於2018年在柬埔寨成立「世界洪門歷史文代協會」的總部，是為「14K」所利用的合法組織。另外聲明又指尹國駒是全國政協委員。

## 相關限制

### 對中國的晶片管制擴大至澳門
美國商務部產業安全局（BIS）在《聯邦公報》上公布「臨時最終規則」，宣布2022年10月7日推行的管控措施也適用於澳門，2023年1月17日生效。澳門政府對於事件暫無回應。該局指出，有此決定是因為澳門為中國的特別行政區，受EAR出口管制的物品存在被從澳門轉移到中國其他地區的潛在風險。產業安全局又稱中國在經濟和商業關係上只給予澳門有限的自治。因此美國對澳門也實施出口管制，避免保護美國國家安全和外交利益的物品落到中國手中，同時讓美國更有效地實現該法規中的政策目標。

### 被列入「外國敵對勢力」
美國總統拜登於2023年12月22日簽署2024財政年度《國防授權法案》，標誌法案正式生效。拜登在聲明中指出，《國防授權法案》主要是為國防部、能源部國安項目，國務院和情報部門提供撥款，是為建立所需軍力應對未來衝突提供必要授權。法案亦把多個國家，包括俄羅斯、朝鮮等列為海外敵對勢力，澳門亦在名單之上。法案並新增撥款，調查香港官員及商人是否曾干犯反人類、種族滅絕等國際刑事罪行。
美國總統特朗普於2025年2月21日簽署了一份備忘錄，指示美國外國投資委員會（CFIUS）對包括中國、香港和澳門在內的「外國敵對勢力」施加投資限制。目前澳門的美資博彩承批公司包括金沙、永利及美高梅。這份備忘錄名為「美國優先投資政策」，當中明確指出「外國敵對勢力」不僅包括中華人民共和國，還涵蓋香港和『澳門』、古巴、伊朗、北韓、俄羅斯及委內瑞拉。特朗普在備忘錄中強調，經濟安全直接關係到國家安全，並指出中國在美國科技、農業及其他戰略領域的投資可能威脅到美國的利益。也就是說，澳門特區也被拉進了雙向限制投資的「外國敵對勢力名單」。

## 外部連結
- SDN名單資料庫 （页面存档备份，存于）
- OFAC聯絡及舉報方法 （页面存档备份，存于）